# 민종현
민종현(閔鍾顯, 1735년 ~ 1798년)은 조선의 문신이다. 본관은 여흥(驪興). 초명은 민종렬(閔鍾烈)이다.

## 생애
1766년(영조 42) 정시 문과에 병과로 급제하고 성균관대사성·형조참판을 역임하였다. 이후 성균관대사성, 우부승지, 동지의금부사, 사헌부대사헌, 동지경연사, 홍문관부제학, 개성부유수, 예조참판, 이조참판, 동지춘추관사, 관상감제조, 예조판서, 예문관제학, 홍문관제학, 지경연사, 이조판서, 제조, 판의금부사, 의정부우참찬, 평안도관찰사를 지냈다.
시호는 문목(文穆)이다.

## 가족
- 증조부 : 우참찬 민진후(閔鎭厚)
  - 조부 : 대사헌 민우수(閔遇洙)
    - 아버지 : 민백겸(閔百兼)
    - 어머니 : 이구(李絿)의 딸